# خارپ
خارپ (روسی: Харп؛ ننتسی: Харп) یک منطقه شهری در شهرستان پریورالسکی ناحیه خودگردان یامالو-ننتس، روسیه است که در ساحل رودخانه سوب در نزدیکی قطب واقع شده‌است. 
نزدیکترین سکونتگاه بزرگ سالخارد است که تقریباً ۴۵ کیلومتر دورتر است.